# ジプシー・ローズ・リー

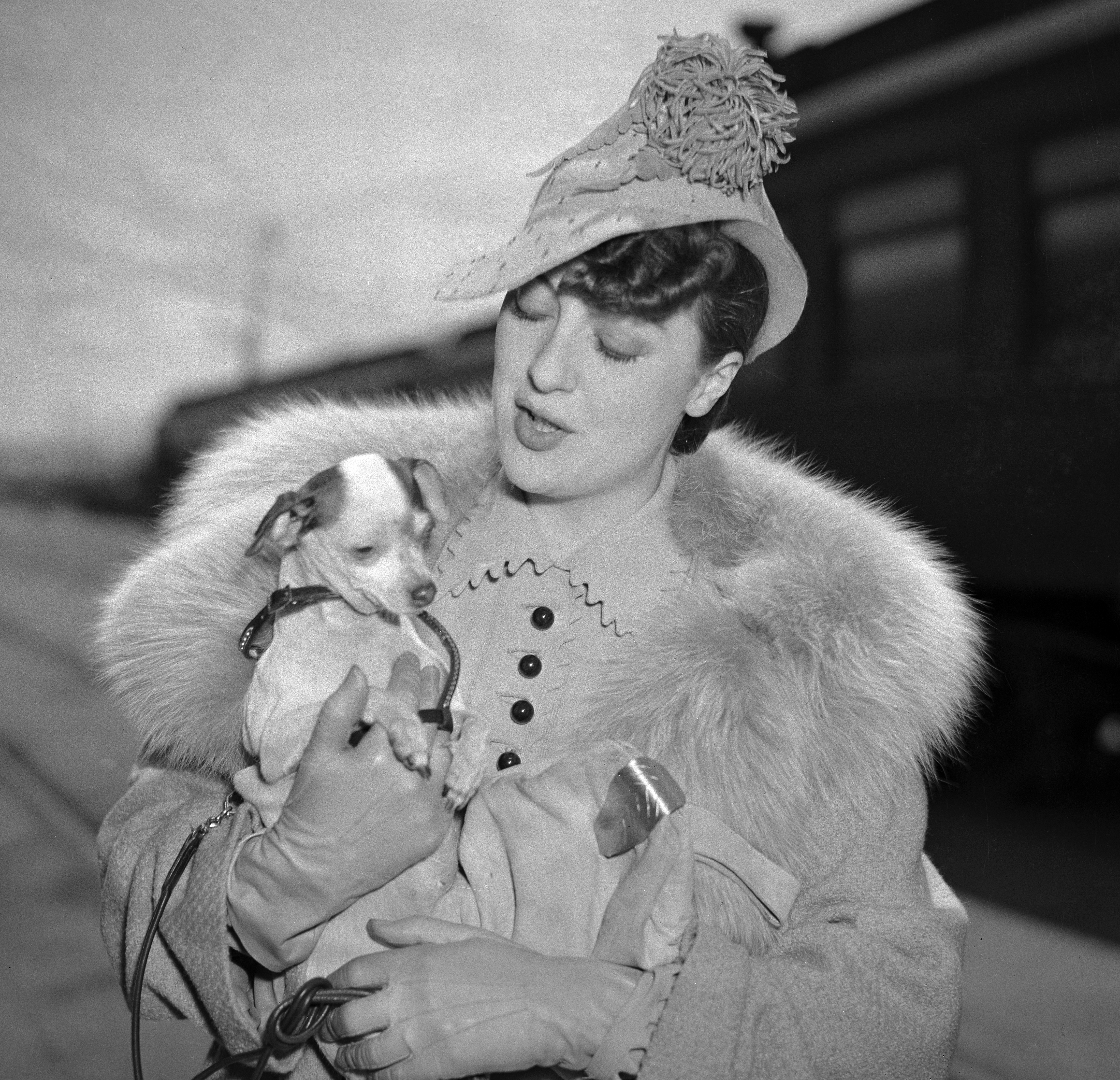
ロサンゼルスにて、1937年ごろ

ジプシー・ローズ・リー（Gypsy Rose Lee, 1911年1月8日 - 1970年4月26日）は、アメリカ合衆国のストリッパーでヴィデット。米国のショーの一形態であるバーレスクの芸能人として、そのストリップショーにおける演技で有名になった。また、女優として舞台や映画に出演し、1957年に出版した『Gypsy: A Memoir』（ジプシー：回想録）はミュージカルになり、1959年に『ジプシー』と題して上演された。

## 前半生
ジプシー・ローズ・リーは本名をローズ・ルイーズ・ホヴィックといい、ワシントン州シアトルで1911年1月8日に生まれた。しかしローズ本人は常に誕生日を1月9日生まれと言っていた。ローズは家族からルイーズと呼ばれていた。1912年、後に女優ジューン・ハヴォックとなった妹ジューンが生まれた。母のローズ・トンプソン・ホヴィックは娘二人の出生証明書をいくつも偽造した。各州の児童労働法違反を回避する必要があるときは年長に見せ、列車に子供料金や無料で乗せたいときには年少に見せた。姉妹は晩年になるまで何年生れなのかはっきりしなかった。
二人の母は、『シアトル・タイムズ』紙の新聞広告セールスマン兼記者であるノルウェー系アメリカ人ジョン・オラフ・ホヴィックと結婚していた。両人は1910年5月28日にシアトルで結婚し、1915年8月20日に離婚した。ローズ・トンプソンは、外交員をしていたジャドソン・ブレナマンと1916年5月26日にユニテリアン派の教会で牧師J. D. A. パワーズの司宰によって再婚した。
母のローズがブレナマンとも離婚した後は、「世界一小さいバレエ・ダンサー」と宣伝された2歳6か月のジューンがヴォードヴィルに出演して家族の生計の支えとなった。母のローズとジューンは2年間ハリウッドに行き、ジューンはハリウッドでハル・ローチ監督の短編映画に出演した。ジューンと母の巡業中、ルイーズは一人残された。舞台の裏方に字を教わっていたジューンと違って、ルイーズは初等教育を受けていた。母の不興をかったのだが、ジューンは1928年12月にカンザス州トピカのジェイホーク劇場公演で共演していたダンサーのボビー・リードと駆け落ちした。
ルイーズの歌と踊りの才能では、ジューンを欠いた公演を維持できなかった。最終的にルイーズはバーレスクで稼げることが明らかになり、優雅で軽妙洒脱なストリップ芸能人として伝説的な地位を獲得した。初め、ルイーズの演技が新境地に踏み出したのは、舞台でドレスの肩ひも1本がはずれ、思わず身体を隠そうとしたのに足元にドレスが落ちてしまったときのことで、観客の反応に勇気づけられ、この手管（てくだ）を売り物にするようになった。
バーレスクにおけるたいていのストリッパーの挑発的に腰を振るやり方と比べて、ルイーズの新機軸はほとんどさりげないと言っていい脱ぎ方で、ストリップティーズにおいて脱ぐこと（ストリップ）よりからかうこと（ティーズ）を強調していて、演技に鋭いユーモア感覚を取り入れた。ルイーズは脱ぎ方のスタイルと同じくらい舞台上での機知で有名になり、芸名をジプシー・ローズ・リーに変え、ミンスキーのバーレスク最大のスターの一人となり、4年間そこで公演した。ジプシー・ローズ・リーはミンスキー兄弟のショーに対する警察の一斉検挙でたびたび逮捕された。1929年に始まった世界大恐慌の間、リーはさまざまな労働組合の集会でニューヨークの労働者を支持する演説を行った。労働組合活動家のハリー・フィッシャーによれば、リーは最も多くの聴衆を集めた弁士の1人だった。
1937年と1938年にルイーズ・ホヴィック名義で5本のハリウッド映画に出演した。しかし演技がだいたいは酷評されて、ニューヨークに戻り、映画プロデューサーのマイケル・トッドと不倫関係になり、1942年にミュージカル・レビュー『Star and Garter』（スターとガーター）をトッドと共同製作し、出演した。
リーは自身を「高級」ストリッパーと見なし、H. L. メンケンの造語「エクディジアスト」（ecdysiast、 脱皮者）を推賞した。「エクディジアスト」とはストリッパーを指す、より「威厳のある」表現方法としてメンケンが案出した用語だった。気の利いた話をしながら舞台で服を脱ぐリーのやり方は、リチャード・ロジャースとロレンツ・ハートが作ったミュージカル『パル・ジョーイ』の一曲「ジップ!」でパロディーにされた。『パル・ジョーイ』はリーの妹ジューンがブロードウェイでジーン・ケリーの相手役として出演した作品だった。リーは1943年の映画『ステージドア・キャンティーン』で服を脱ぐばかりではなく、気の利いた話や観客とのやりとりなどをする自分の舞台演技の短縮版を演じた。
1941年にジプシー・ローズ・リー名義で推理小説『Gストリング殺人事件』が刊行され、1943年にバーバラ・スタンウィック主演で『バーレスクの貴婦人』 (Lady of Burlesque) と題して映画化された。この小説はリーと仲のいい友人で推理作家であるクレイグ・ライスが名前を表に出さないで書いたとするのが通説であるが、原稿やリー自身の手紙類が残っており、クレイグ・ライスや友人で師である編集者ジョージ・デイヴィスを含む人たちの指導のもとに、リー自身が小説の大部分を書いたことを証明するのに十分な証拠だという主張もある。リー名義の推理小説第2作『ママ、死体を発見す』は1942年に発行された。これも第1作同様クレイグ・ライスの作品とするのが通説であるが、リーが書いたという主張もある。

## 私生活
ハリウッドで1937年8月25日にアーノルド・ボブ・ミッジーと結婚した。リーは夫の虐待行為を訴えて1941年に離婚した。しかし伝記作家のノラリー・フランケルは、離婚が認められるようにリーが虚偽の告発をすることを両人が同意していたと示唆している。1942年、アレグザンダー・カークランドと再婚した。カークランドとの婚姻中の1944年12月11日にオットー・プレミンジャーの息子を出産し、エリック・リーと名付けた。エリックは後にエリック・カークランドやがてエリック・デ・ディエゴそしてエリック・リー・プレミンジャーと名乗った。ジプシー・ローズ・リーは1948年に3度目の結婚をしたが、この結婚も離婚で終わった。
1940年にマンハッタン東63丁目のタウンハウスを購入した。専用の中庭付きで部屋が26室あり風呂が7つある物件だった。母のローズは娘二人に金を要求し続けた。リーは母のローズにマンハッタンのウェストエンド街にある10室からなるアパートメントを貸してやった。母のローズはそれを女性用下宿にした。1930年代のあるとき、母のローズが女性一人を撃ち殺した。被害者は母のローズの下宿人か母のローズ所有農場の泊り客だった。所有農場はニューヨーク州オレンジ郡のハイランドミルズにあった（事件の現場がどこであったのかははっきりわかっておらず、歴史を扱うあるウェブサイトがさまざまな情報をまとめている）。ジプシー・ローズ・リーの息子で数冊の本の著者であるエリック・リー・プレミンガーによると、殺された女性は母のローズ（エリックの祖母）の恋人で、娘のローズ（エリックの母）に言い寄ったとされる。母のローズは起訴されなかった。母のローズの伝記作家は、この女性ジェネヴィーヴ・オーガスティンが母のローズの恋人という見解に強く反論し、母のローズがオーガスティンの死に加担したことをオーガスティンの過去の自殺未遂に鑑みて疑っている。母のローズすなわちローズ・トンプソン・ホヴィックは1954年、大腸癌によって死去した。

## 後半生

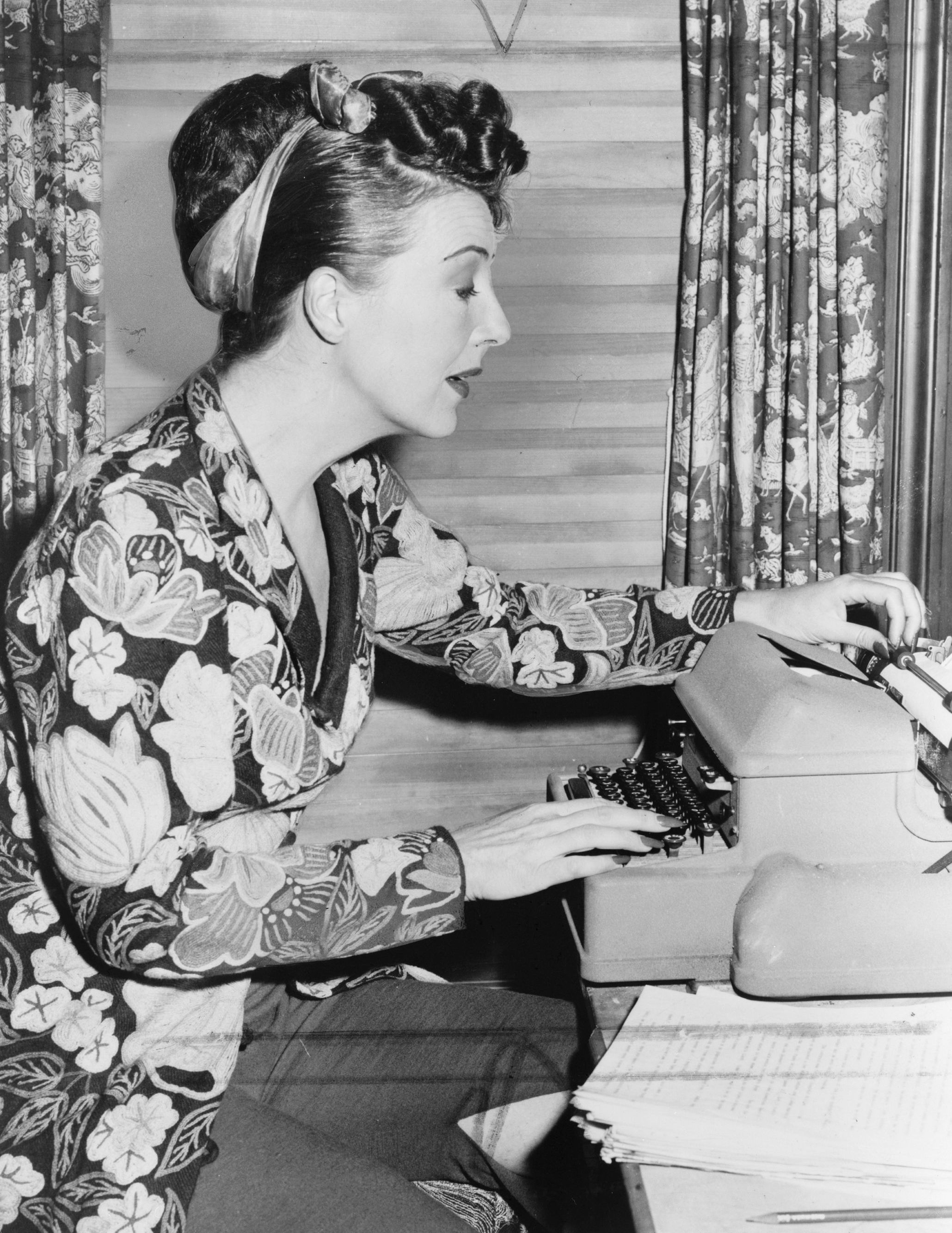
1956年

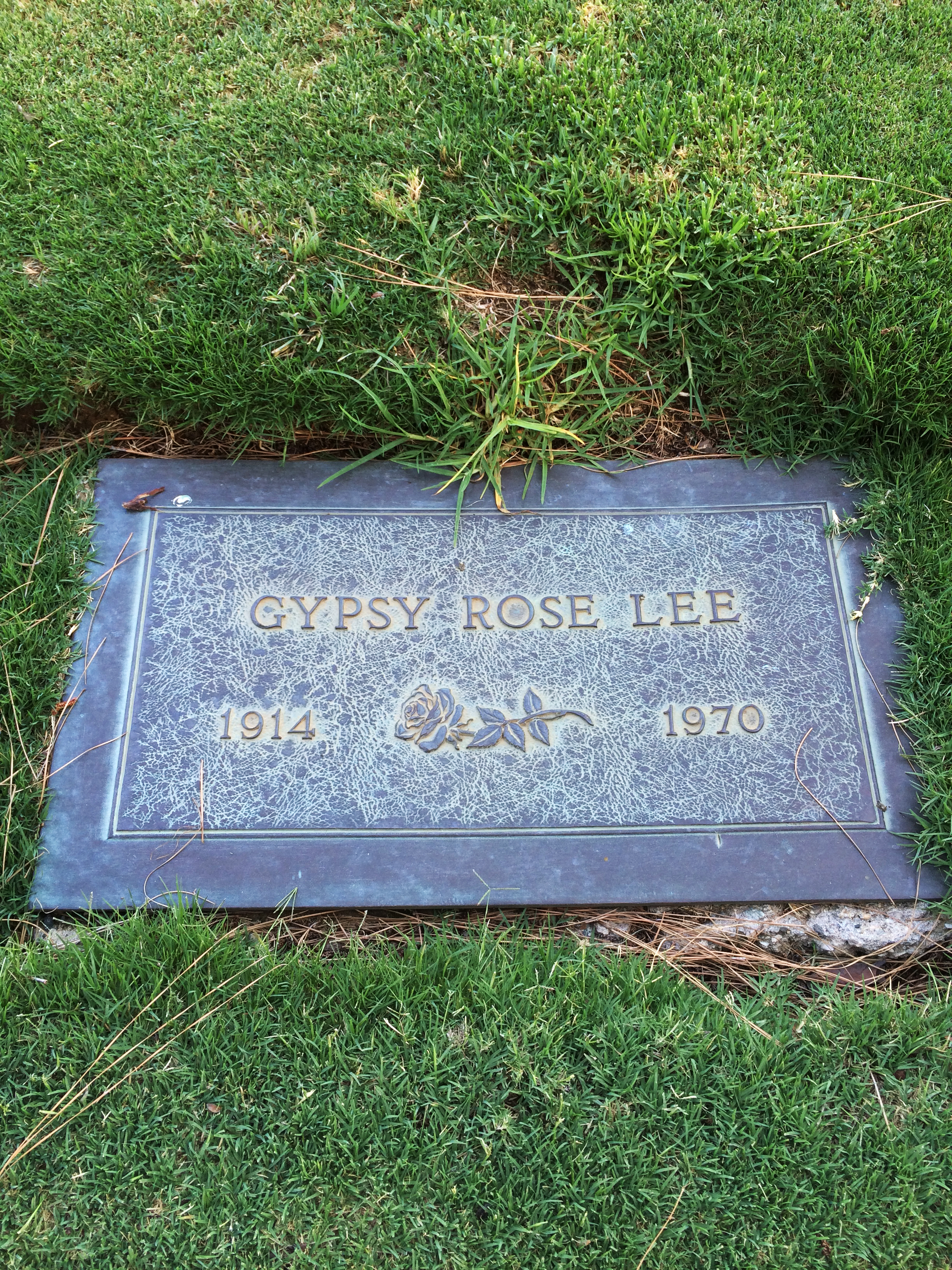
ジプシー・ローズ・リーの墓
（イングルウッド公園墓地、生年は誤り）

母の死後、姉妹は今や母から告訴されるおそれが無くなり、母について自由に書けると感じた。リーの回想録『Gypsy: A Memoir』（ジプシー：回想録）が1957年に出版され、ジューリー・スタインとスティーヴン・ソンドハイムとアーサー・ローレンツによるミュージカル『ジプシー』にインスピレーションを与えた。ジューンは、この作品での自分の描かれ方が気に入らなかったが、関係者の説得を受けて、最終的には姉のために反対しないことに決めた。このミュージカルと1962年の映画化作品『ジプシー』がリーに安定した収入を保証した。姉妹は一時、仲たがいしたが和解した。今度はジューンがこの物語のジューン版を物語るために『Early Havoc』（仮題：ハヴォック 生い立ちの記）と『More Havoc』（仮題：もっとハヴォック）を書いた。
リーはサンフランシスコのテレビ局KGO-TVの昼間のトーク番組『ジプシー・ローズ・リー・ショー』の司会を1965年から1968年まで754回にわたって続けた。この人気番組はジュディー・ガーランドやアグネス・ムーアヘッド、ウディ・アレンのようなゲストを迎え、ジプシー・ローズ・リーの特に人間やペットや編み物に対する愛情を売り物にした。
ピカソやヘミングウェイのような著名芸術家同様、ジプシー・ローズ・リーは1936年に始まったスペイン市民戦争における人民戦線運動の支持者で、戦争中スペインの子供たちの苦しみを軽減するための慈善金を集めた。リーは政治的に行動的になり、スペイン市民戦争のあいだ共和制支持者を支援した。リーはまた共産主義者統一戦線の集会の常連になり、下院非米活動委員会による調査の対象となった。リーは1952年アメリカ合衆国大統領選挙でアドレー・スティーブンソンの選挙運動を支持した民主党員だった。1969年、リーはみずから曰く軍人たちのセクシーおばあちゃんとしてベトナムでアメリカ軍人のために公演した。
1970年、ジプシー・ローズ・リーは肺癌によってロサンジェルスで死去した。59歳だった。死後、57万5000ドルの遺産を残した。これは2021年時点の400万ドルに当たる。カリフォルニア州イングルウッドのイングルウッド公園墓地に埋葬された。

## 死後

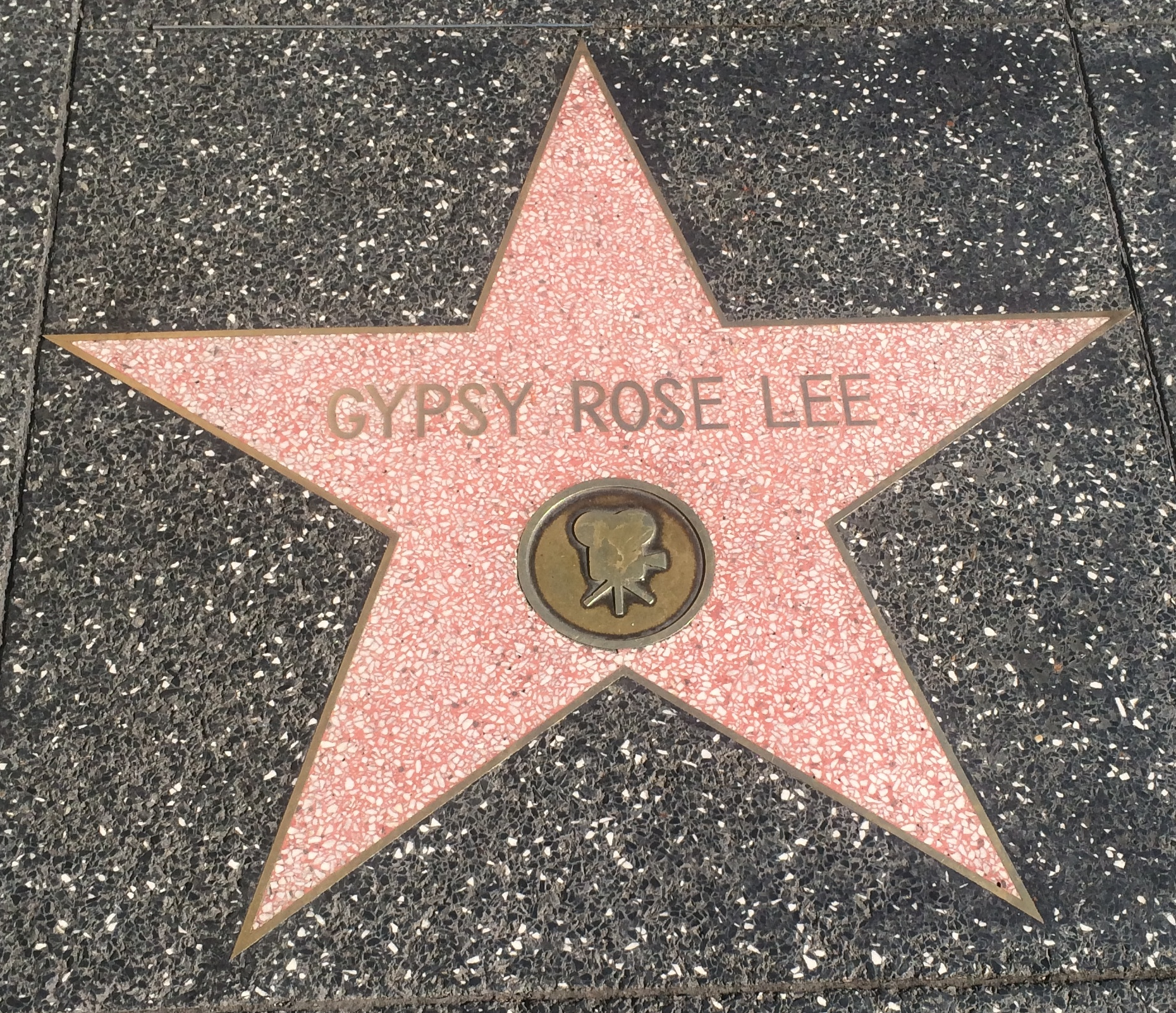
ハリウッド・ウォーク・オブ・フェームに掲示されているジプシー・ローズ・リーの星

- リチャード・ロジャースとロレンツ・ハートが作ったミュージカル『パル・ジョーイ』の一曲「ジップ!」は、ジプシー・ローズ・リーが舞台で脱いでいるあいだ頭によぎる考えや物思いを、リーとのインタビューを二人による「最高の成果」と歌う一インタビュアが物語るやり方で想像している。エレイン・ストリッチはインタビュアとして長年この歌を定期的に歌っていた[33]。
- パンク・バンドのザ・ディスティラーズ（英語版）は、2000年のデビュー・アルバムに収録した1曲「ジプシー・ローズ・リー」を書いた。
- 2012年1月、各種出版物の芸術評論家集団シアトル・シアター・ライターズが、地元劇場の卓越性を称賛して第1回ジプシー・ローズ・リー賞を授与した[34]。
- アカデミー・フィルム・アーカイブ（英語版）が、リーの出演した映画の舞台裏場面を含む、リーの多数のホーム・ムービーを保存した[35]。

## 作品

### 主な舞台作品
| 舞台 | 舞台                                                                        | 舞台                                         | 舞台                                                   |
| 年   | 題名                                                                        | 役                                           | 備考                                                   |
| ---- | --------------------------------------------------------------------------- | -------------------------------------------- | ------------------------------------------------------ |
| 1933 | George White’s Melody（ジョージ・ホワイトのメロディー）                     | ローズ・ルイーズの名で本人役                 | カジノ劇場                                             |
| 1936 | ジーグフェルド・フォリーズ                                                  | 本人役                                       | ウィンターガーデン劇場                                 |
| 1939 | I Must Love Someone（私は誰かを愛さなければならない）                       | バーディー・カー                             | ヴァンダービルト劇場                                   |
| 1940 | Du Barry Was a Lady（デュ・バリーは淑女だった）                             | メイ・ダイリー                               | 46丁目劇場                                             |
| 1940 | Panama Hattie（パナマ・ハッティー）                                         | パナマ・ハッティー（エセル・マーマンの代役） | 46丁目劇場                                             |
| 1943 | Star And Garter（スターとガーター）                                         | 本人役                                       | ミュージックボックス劇場                               |
| 1954 | The Naked Genius（裸の天才）                                                | ハニー・ビー・キャロル                       | ニューパーソンズ劇場（コネチカット州、ハートフォード） |
| 1956 | Fancy Meeting You（ファンシー・ミーティング・ユー)                          | アマンダ・ピップス                           | カジノ劇場（ロードアイランド州ニューポート）           |
| 1958 | Happy Hunting（ハッピー・ハンティング）                                     | リズ・リヴィングストン                       | ウェストベリーミュージックフェア                       |
| 1961 | 三文オペラ                                                                  | ジェニー                                     | ローヤルアレクサンドラ劇場（トロント）                 |
| 1961 | メイム叔母さん                                                              | メイム叔母さん                               | ケンリープレイヤーズ（コロンバス、オハイオ州）         |
| 1961 | A Curious Evening with Gypsy Rose Lee（ジプシー・ローズ・リーの奇妙な夕べ） | 本人役                                       | ラスパルマス劇場（カリフォルニア州ハリウッド）         |

### 映画
| 映画 | 映画                                                            | 映画                                | 映画 |
| 年   | 作品名                                                          | 役                                  |      |
| ---- | --------------------------------------------------------------- | ----------------------------------- | ---- |
| 1937 | You Can't Have Everything（ユー・キャント・ハヴ・エヴリシング） | ルル・ライリー                      |      |
| 1937 | アリババ女の都へ行く                                            | サルタンの妃 / ルイーズ・ホヴィック |      |
| 1938 | Sally, Irene and Mary（サリーとイレーヌとマリー）               | ジョイス・テイラー                  |      |
| 1938 | Battle of Broadway（ブロードウェイの戦い）                      | リンダ・リー                        |      |
| 1938 | 燦めく銀星                                                      | アマルセル・ラ・ヴェルヌ            |      |
| 1943 | ステージドア・キャンティーン                                    | ジプシー・ローズ・リー              |      |
| 1944 | ユーコンの女王                                                  | ベル・ドゥ・ヴァリ (Belle De Valle) |      |
| 1952 | Babes in Bagdad（バグダッドのベイブ）                           | ゾハラ                              |      |
| 1958 | Screaming Mimi（スクリーミング・ミミ）                          | ジョアン・ジプシー・マスターズ      |      |
| 1958 | エヴァグレイズを渡る風                                          | ミセス・ブラッドフォード            |      |
| 1963 | 七月の女                                                        | マダム・オルガ                      |      |
| 1966 | 青春がいっぱい                                                  | ミセス・フィップス                  |      |
| 1969 | The Over-The-Hill Gang（オーバーザヒル・ギャング）              | キャシー                            |      |

### テレビ番組
| テレビ出演 | テレビ出演                                                | テレビ出演         | テレビ出演                 |
| 年         | 番組名                                                    | 役                 | 備考                       |
| ---------- | --------------------------------------------------------- | ------------------ | -------------------------- |
| 1949       | Think Fast（スィンク・ファスト）                          | 本人 - 司会        |                            |
| 1950       | What's My Line?（ホワッツ・マイ・ライン?）                |                    | シーズン1の第4回           |
| 1958       | ザ・ジプシー・ローズ・リー・ショー                        |                    |                            |
| 1959       | What's My Line?（ホワッツ・マイ・ライン?）                |                    |                            |
| 1963       | Fractured Flickers（フラクチャー・フリッカー）            | 本人               | 第3回のインタビュー        |
| 1964       | The Object Is（オブジェクト・イズ）                       | 本人               | ゲーム（クイズ）番組。5回  |
| 1965       | Who Has Seen the Wind? （誰が風を見たでしょう?）          | 経営者             | TV映画                     |
| 1965-1967  | ジプシー                                                  | 本人 - 司会        | 26回                       |
| 1966       | The Pruitts of Southampton（サウサンプトンのプルイッツ）  | レジャイナ         | 4回                        |
| 1966       | バットマン                                                | ニュースキャスター | 1回、クレジット無し        |
| 1967       | Around the World of Mike Todd（マイク・トッドの世界一周） | 本人               | テレビドキュメンタリー映画 |
| 1969       | The Over-the-Hill Gang（オーバーザヒル・ギャング）        | キャシー           | TV映画                     |
| 1969       | The Hollywood Squares（ハリウッド・スクエア）             | 本人 - パネリスト  | 114回                      |

### 音楽
| 録音 | 録音                                                                             | 録音       | 録音             |
| 年   | 作品名                                                                           | 媒体       | レーベル         |
| ---- | -------------------------------------------------------------------------------- | ---------- | ---------------- |
| 1960 | An Evening with Gypsy Rose Lee（ジプシー・ローズ・リーの夕べ）                   | LPレコード | AEIレコード      |
| 1962 | Gypsy Rose Lee Remembers Burlesque（ジプシー・ローズ・リー、バーレスクの思い出） | LPレコード | ステレオディティ |

### 著作

#### 小説
- The G-String Murders, ニューヨーク：サイモン・アンド・シュスター社、1941年。
  - Gストリング殺人事件、黒沼健 訳、汎書房、1950年。
  - Gストリング殺人事件、柿沼瑛子 訳、国書刊行会〈奇想天外の本棚〉、2022年。ISBN  	9784336074027。
- Mother Finds a Body, ニューヨーク：サイモン・アンド・シュスター社、1942年。
  - ママ、死体を発見す、クレイグ・ライス著、水野恵 訳、論創社〈論創海外ミステリ〉、2006年。ISBN 4846006638。

#### 自伝
- Gypsy: A Memoir（ジプシー：回想録、ニューヨーク: Harper & Brothers, 1957年）

#### 戯曲
- The Naked Genius（裸の天才、1943年。リーによる原題はThe Ghost in the Woodpile〈ウッドパイルの幽霊〉。Doll Face（ドールフェイス）と題されて映画化され、1945年末に公開された[37]）